# Nuaillé-d’Aunis
Nuaillé-d’Aunis település Franciaországban, Charente-Maritime megyében. Lakosainak száma 1259 fő (2022. január 1.). Nuaillé-d’Aunis Angliers, Longèves, Marans, Saint-Jean-de-Liversay és Saint-Sauveur-d’Aunis községekkel határos.

## Népesség
A település népességének változása:
| Lakosok száma | 515  | 518  | 550  | 827  | 1208 | 1165 | 1139 | 1165 | 1196 | 1259 |
|               | 1968 | 1982 | 1990 | 2006 | 2013 | 2015 | 2017 | 2019 | 2020 | 2022 |